# Depotfund von Årupgård
Der Depotfund von Årupgård westlich von Horsens in Jütland in Dänemark stammt aus der frühen Jungsteinzeit (zwischen 3500 und 3300 v. Chr.) Er wurde 1958 während der Kiesgewinnung in Årupgård geborgen. 
Unter einem auf dem Kopf stehenden, zerscherbten Tongefäß mit mehr als 270 Bernsteinperlen wurden Spiralringe aus Kupferdraht gefunden, die aus dem Süden (Cucuteni-Tripolje-Kultur – 4800–3500 v. Chr.) stammen. Die Scherben konnten zu einem undekorierten Gefäß mit fünf, tief am Körper angebrachten Laschen, rekonstruiert werden. Abgesehen von einem Gefäß auf Rügen sind außerhalb Dänemarks keine ähnlichen Funde bekannt.

## Der Bernstein
Der Bernsteinfund besteht aus 271 Perlen und 177 Fragmenten. Sie können in Klumpen natürlichen Bernsteins und in zylindrische und konische Perlen unterteilt werden, zu denen der Bernstein geformt wurde. Alle Perlenarten sind aus der frühen Jungsteinzeit Dänemarks bekannt. Nach den Gebrauchsspuren zu urteilen, haben sie Halsketten gebildet. Auf dänischem Boden sind 57 Bernsteinschätze aus prähistorischer Zeit bekannt, die eine sehr unterschiedliche Perlenanzahlen enthalten.

## Die Kupferobjekte
Die Kupferobjekte bestehen aus drei kleinen und zwei langen Spiralzylindern, zwei Spiralfingerringen und einem Zylinder aus Kupferblech.
In Bygholm, vier Kilometer von Årupgård entfernt, wurde ein weiteres Opfer mit Gegenständen aus Kupfer gefunden. Es enthielt auch vier Flachbeile und drei Spiralarmringe. Die Kupferobjekte befanden sich in einem frühen Trichterbecher der so genannten Fuchsbergphase von rund 3400 v. Chr.
Noch ältere Kupferfunde wurden in einem der Langhügel vom „Konens-Høj-Typ“ in Barkjær in Jütland gefunden. Sie sind die frühesten Kupferfunde im Norden und stammen von etwa 3600 v. Chr., einer Zeit, in der das mediterrane Kupferzeitalter erst begann, und erreichen zunächst nur Jütland.
Kleine Metallfunde (Gold und Kupfer) traten in Dänemark, Mecklenburg und Pommern auch in den zwischen 3500 und 2800 v. Chr. errichteten Megalithanlagen zutage. Damit war der Grund dafür gefunden, dass im Feuersteinspektrum der Trichterbecherleute Formen entstanden, die ohne die metallenen Vorbilder nicht zu erklären sind.
Die ältesten Nachweise europäischen Kupfers entstammen dem 6. vorchristlichen Jahrtausend aus Serbien (Pločnik) Sie fanden allerdings ein frühes Ende, denn ein Feuer zerstörte um 5000 v. Chr. den Platz. Erst tausend Jahre später begannen Menschen, die Bronze zu nutzen.